# 加马杰什河
加马杰什河（俄语：Река Гамадеш）是萨哈林州诺格利基区的河流，长14公里，流域面积46平方公里，注入纳比尔湾。

## 引用
1. ↑  М·Г·瓦西科夫斯基. . 列宁格勒: 气象出版社. 1973 （俄语）.
2. ↑  . 国家水登记处.   [2024-08-23]. （原始内容存档于2024-08-23） （俄语）.